# Kirtorf
Kirtorf – miasto w Niemczech, w kraju związkowym Hesja, w rejencji Gießen, w powiecie Vogelsberg.

## Współpraca
Miejscowość partnerska:
- Kilb, Austria